# Saverio D'Amelio
 (octobre 2023).
Saverio D'Amelio (né le 23 juillet 1935) est un homme politique italien démocrate chrétien. Il a été sénateur entre 1979 et 1994.